# Associazione Calcio Milan 1956-1957
Questa voce raccoglie le informazioni riguardanti l'Associazione Calcio Milan nelle competizioni ufficiali della stagione 1956-1957.

## Stagione

Gastone Bean, al Milan dal 1956 al 1960

Per sopperire all'assenza di Nordahl la società acquista diversi giocatori tra i quali Ernesto Cucchiaroni, Carlo Galli, Per Bredesen, Luigi Zannier e Narciso Soldan, e fa tornare Alfio Fontana dopo un anno. Inoltre viene aggregato dalla primavera il ventenne Gastone Bean. Novità anche in panchina: Gipo Viani vi siede al posto di Héctor Puricelli.
Il campionato di serie A vede il Milan conquistare il titolo per la sesta volta nella sua storia. I rossoneri possono contare su una rosa che annovera oltre agli acquisti sopracitati Lorenzo Buffon, Cesare Maldini, Nils Liedholm, divenuto capitano con la cessione di Nordahl, Mario Bergamaschi, Amos Mariani, Juan Alberto Schiaffino e Eros Beraldo.
Nelle prime giornate va in testa la Sampdoria, che poi subisce il sorpasso del Milan e della Fiorentina. I rossoneri si laureano campioni d'inverno a quattro punti di distanza dai viola e cinque sull'Inter. Bean e Cucchiaroni vengono improvvisamente colpiti dal tifo e sono costretti a passare gran parte del girone di ritorno confinati in una clinica di Monza. Ciò non incide sul cammino della squadra che il 17 marzo si porta a +9 sulla Fiorentina e, controllando la classifica fino alla fine del torneo, vince il suo 6º scudetto con tre turni d'anticipo staccando i viola di 6 lunghezze.
I rossoneri partecipano così in giugno anche all'ultima edizione della Coppa Latina dove ritrovano in semifinale il Real Madrid che li aveva eliminati dalla Coppa dei Campioni nella stagione precedente. Il match registra un'altra sconfitta per il Diavolo, questa volta per 5-1. Nella gara che assegna il terzo posto si impone per 4-3 sul Saint-Étienne conquistando così il secondo 3º posto in questo torneo che, insieme ai due successi datati 1951 e 1956 (record assoluto) e al secondo posto del 1953, fa del Milan una delle squadre più vincenti in questa competizione.

## Divise
| Casa | Trasferta |

## Organigramma societario
Area direttiva
- Presidente: Andrea Rizzoli
- Vice presidenti: Gian Gerolamo Carraro e Antonio Busini

Area tecnica
- Allenatore:-
- Direttore tecnico: Giuseppe Viani

Area sanitaria
- Medico sociale: Boselli, Crivelli
- Massaggiatore: Carlo Tresoldi, Guglielmo Zanella

## Rosa
| N. |                     | Ruolo | Calciatore                     |
| -- | ------------------- | ----- | ------------------------------ |
|    | Italia (bandiera)   | P     | Lorenzo Buffon (vice capitano) |
|    | Italia (bandiera)   | P     | Narciso Soldan                 |
|    | Italia (bandiera)   | D     | Cesare Maldini                 |
|    | Italia (bandiera)   | D     | Luigi Radice                   |
|    | Italia (bandiera)   | D     | Francesco Zagatti              |
|    | Italia (bandiera)   | C     | Osvaldo Bagnoli                |
|    | Italia (bandiera)   | C     | Eros Beraldo                   |
|    | Norvegia (bandiera) | C     | Per Bredesen                   |
|    | Italia (bandiera)   | C     | Mario Bergamaschi              |
|    | Italia (bandiera)   | C     | Alfio Fontana                  |
|    | Svezia (bandiera)   | C     | Nils Liedholm (capitano)       |

| N. |                      | Ruolo | Calciatore              |
| -- | -------------------- | ----- | ----------------------- |
|    | Italia (bandiera)    | C     | Cesare Reina            |
|    | Argentina (bandiera) | C     | Eduardo Ricagni         |
|    | Uruguay (bandiera)   | C     | Juan Alberto Schiaffino |
|    | Italia (bandiera)    | C     | Luigi Zannier           |
|    | Italia (bandiera)    | A     | Gastone Bean            |
|    | Argentina (bandiera) | A     | Ernesto Cucchiaroni     |
|    | Italia (bandiera)    | A     | Emiliano Farina         |
|    | Italia (bandiera)    | A     | Carlo Galli             |
|    | Italia (bandiera)    | A     | Amos Mariani            |
|    | Italia (bandiera)    | A     | Gianni Meanti           |

## Calciomercato
| Acquisti | Acquisti            | Acquisti     | Acquisti |
| R.       | Nome                | da           | Modalità |
| -------- | ------------------- | ------------ | -------- |
| A        | Gastone Bean        | Piacenza     | -        |
| C        | Per Bredesen        | Udinese      | -        |
| A        | Ernesto Cucchiaroni | Boca Juniors | -        |
| A        | Emiliano Farina     | Treviso      | -        |
| D        | Alfio Fontana       | Triestina    | -        |
| A        | Carlo Galli         | Roma         | -        |
| A        | Walter Gómez        | River Plate  | -        |
| A        | Gianni Meanti       | Crema        | -        |
| P        | Narciso Soldan      | Triestina    | -        |
| C        | Luigi Zannier       | Atalanta     | -        |

| Cessioni | Cessioni          | Cessioni    | Cessioni |
| R.       | Nome              | a           | Modalità |
| -------- | ----------------- | ----------- | -------- |
| A        | Italo Carminati   | Monza       | -        |
| P        | Santino Ciceri    | Reggina     | -        |
| A        | Giorgio Dal Monte | Genoa       | -        |
| A        | Giancarlo Danova  | Spezia      | -        |
| D        | Eros Fassetta     | Monza       | -        |
| C        | Amleto Frignani   | Udinese     | -        |
| D        | Gianfranco Ganzer | Torino      | -        |
| A        | Gunnar Nordahl    | Roma        | -        |
| D        | Franco Pedroni    | Alessandria | -        |
| C        | Omero Tognon      | Pordenone   | -        |
| A        | Valentino Valli   | Atalanta    | -        |
| A        | Albano Vicariotto | Palermo     | -        |

## Risultati

### Serie A

#### Girone di andata
| Arbitro: | Maurelli (Roma) |

|                     |           |                   |
| Schiaffino 45’, 60’ | Marcatori | 4’ (aut.) Zannier |

| Arbitro: | Kainer |

|                |           |                        |
| Cervellati 26’ | Marcatori | 21’ Bredesen 78’ Galli |

| Arbitro: | Canepa (Genova) |

|             |           |  |
| Mariani 19’ | Marcatori |  |

| Arbitro: | Bonetto (Torino) |

|                                      |           |                                            |
| Schiaffino 61’ (rig.), 86’ Galli 89’ | Marcatori | 9’ Posio 19’, 42’ Pesaola 27’, 35’ Vinício |

| Arbitro: | Stal |

|                      |           |  |
| Moro 57’ Coppola 85’ | Marcatori |  |

| Arbitro: | Orlandini (Roma) |

|              |           |                |
| Bredesen 16’ | Marcatori | 12’ Pandolfini |

| Arbitro: | Lo Bello (Siracusa) |

|  |           |                                            |
|  | Marcatori | 31’ (aut.) Rosetta 50’ Schiaffino 68’ Bean |

| Arbitro: | Canepa (Genova) |

|                      |           |  |
| Bean 47’ Mariani 65’ | Marcatori |  |

| Arbitro: | Seipelt |

|  |           |              |
|  | Marcatori | 86’ Bredesen |

| Arbitro: | Jonni (Macerata) |

|                      |           |                          |
| Mion 35’ Longoni 80’ | Marcatori | 12’ Cucchiaroni 86’ Bean |

| Arbitro: | Rigato (Mestre) |

|                                    |           |                     |
| Bean 34’ Cucchiaroni 67’ Galli 79’ | Marcatori | 17’, 57’ Chiricallo |

| Arbitro: | Jonni (Macerata) |

|                     |           |                         |
| Conti 14’, 77’, 84’ | Marcatori | 80’ Bean 82’ Schiaffino |

| Arbitro: | Menchini (Udine) |

|                     |           |  |
| Schiaffino 29’, 60’ | Marcatori |  |

| Arbitro: | Annoscia (Bari) |

|                                           |           |            |
| Bean 22’ Grosso 36’ (aut.) Schiaffino 64’ | Marcatori | 77’ Tacchi |

| Roma 13 gennaio 1957 15ª giornata | Roma             | 0 – 0 (0 – 0) referto | Milan | Olimpico (55 000 spett.)\| Arbitro: \| Bonetto (Torino) \| |
| Arbitro:                          | Bonetto (Torino) |                       |       |                                                            |

| Arbitro: | Lo Bello (Siracusa) |

|                    |           |                                |
| Zannier 29’ (aut.) | Marcatori | 25’, 88’ Galli 47’ Cucchiaroni |

| Arbitro: | Moriconi (Roma) |

|                                                        |           |                                 |
| Bergamaschi 29’ Galli 43’ Bredesen 56’ Bean 87’ (rig.) | Marcatori | 54’ Lojacono 58’ (rig.) Manente |

#### Girone di ritorno
| Arbitro: | Grill |

|              |           |                            |
| Clemente 75’ | Marcatori | 25’, 54’ Bean 55’ Bredesen |

| Arbitro: | Seipelt (Vienna) |

|          |           |  |
| Bean 28’ | Marcatori |  |

| Arbitro: | Moriconi (Roma) |

|                |           |                   |
| Zamperlini 53’ | Marcatori | 7’ Bean 64’ Galli |

| Arbitro: | Jonni (Macerata) |

|                  |           |                    |
| Vinício 66’, 87’ | Marcatori | 37’ Galli 72’ Bean |

| Arbitro: | Angelini (Firenze) |

|                |           |  |
| Galli 42’, 63’ | Marcatori |  |

| Arbitro: | Selpelt |

|                |           |          |
| Invernizzi 43’ | Marcatori | 23’ Bean |

| Arbitro: | Moriconi (Roma) |

|                |           |  |
| Galli 28’, 81’ | Marcatori |  |

| Arbitro: | Marchese (Napoli) |

|                          |           |                     |
| Frignani 7’ Lindskog 19’ | Marcatori | 58’ (rig.) Liedholm |

| Arbitro: | Maurelli (Roma) |

|                                                       |           |           |
| 28’ Farina Galli 51’ Bredesen 53’ Liedholm 64’ (rig.) | Marcatori | 79’ Conti |

| Arbitro: | Rigato (Mestre) |

|                                              |           |  |
| Galli 6’ Liedholm 63’ (rig.) Farina 79’, 83’ | Marcatori |  |

| Arbitro: | Lo Bello (Siracusa) |

|                                  |           |  |
| Vivolo 20’ (rig.) Tozzi 36’, 49’ | Marcatori |  |

| Arbitro: | Bonetto (Torino) |

|                     |           |             |
| Bean 44’ Farina 73’ | Marcatori | 14’ Firmani |

| Arbitro: | Steiner |

|  |           |          |
|  | Marcatori | 13’ Bean |

| Arbitro: | Rigato (Mestre) |

|                      |           |                     |
| Arce 60’ Jeppson 78’ | Marcatori | 79’ Farina 86’ Bean |

| Arbitro: | Menchini (Udine) |

|                                          |           |              |
| Bean 29’ Liedholm 44’ (rig.) Maldini 72’ | Marcatori | 22’ Da Costa |

| Arbitro: | Jonni (Macerata) |

|  |           |                |
|  | Marcatori | 23’ Di Giacomo |

| Arbitro: | Moriconi (Roma) |

|                                           |           |             |
| Savoini 52’ Lojacono 60’ Valentinuzzi 69’ | Marcatori | 84’ Bagnoli |

### Coppa Latina

#### Semifinale
| Arbitro: | Lequesne |

|                                                |           |                 |
| Gento 20’, 47’, 85’ Di Stéfano 50’ Joseíto 83’ | Marcatori | 30’ Cucchiaroni |

#### Finale 3º/4º posto
| Arbitro: | Campos |

|                                                   |           |                                    |
| Ricagni 18’ Mariani 42’ Bredesen 70’ Liedholm 88’ | Marcatori | 9’ Wicart 78’ Mekloufi 85’ Nyo Lea |

## Statistiche

### Statistiche di squadra
| Competizione | Punti | In casa | In casa | In casa | In casa | In casa | In casa | In trasferta | In trasferta | In trasferta | In trasferta | In trasferta | In trasferta | Totale | Totale | Totale | Totale | Totale | Totale | DR  |
| Competizione | Punti | G       | V       | N       | P       | Gf      | Gs      | G            | V            | N            | P            | Gf           | Gs           | G      | V      | N      | P      | Gf     | Gs     | DR  |
| ------------ | ----- | ------- | ------- | ------- | ------- | ------- | ------- | ------------ | ------------ | ------------ | ------------ | ------------ | ------------ | ------ | ------ | ------ | ------ | ------ | ------ | --- |
| Serie A      | 48    | 17      | 14      | 1       | 2       | 39      | 16      | 17           | 7            | 5            | 5            | 26           | 24           | 34     | 21     | 6      | 7      | 65     | 40     | +25 |
| Coppa Latina | -     | 1       | 1       | 0       | 0       | 4       | 3       | 1            | 0            | 0            | 1            | 1            | 5            | 2      | 1      | 0      | 1      | 5      | 8      | -3  |
| Totale       | -     | 18      | 15      | 1       | 2       | 43      | 19      | 18           | 7            | 5            | 8            | 27           | 29           | 36     | 22     | 6      | 8      | 70     | 48     | +22 |

### Statistiche dei giocatori
| Giocatore        | Serie A  | Serie A | Coppa Latina | Coppa Latina | Totale   | Totale |
| Giocatore        | Presenze | Reti    | Presenze     | Reti         | Presenze | Reti   |
| ---------------- | -------- | ------- | ------------ | ------------ | -------- | ------ |
| O. Bagnoli       | 10       | 1       | 0            | 0            | 10       | 1      |
| G. Bean          | 25       | 17      | 0            | 0            | 25       | 17     |
| E. Beraldo       | 20       | 0       | 2            | 0            | 22       | 0      |
| M. Bergamaschi   | 22       | 1       | 0            | 0            | 22       | 1      |
| P. Bredesen      | 27       | 6       | 2            | 1            | 29       | 7      |
| L. Buffon        | 17       | -23     | 1            | -3           | 18       | -26    |
| E. Cucchiaroni   | 13       | 3       | 2            | 1            | 15       | 4      |
| E. Farina        | 7        | 4       | 0            | 0            | 7        | 4      |
| A. Fontana       | 34       | 0       | 2            | 0            | 36       | 0      |
| C. Galli         | 23       | 14      | 0            | 0            | 23       | 14     |
| N. Liedholm      | 26       | 4       | 2            | 1            | 28       | 5      |
| C. Maldini       | 21       | 1       | 2            | 0            | 23       | 1      |
| A. Mariani       | 30       | 2       | 1            | 1            | 31       | 3      |
| G. Meanti        | 1        | 0       | 1            | 0            | 2        | 0      |
| L. Radice        | 1        | 0       | 2            | 0            | 3        | 0      |
| C. Reina         | 2        | 0       | 0            | 0            | 2        | 0      |
| E. Ricagni       | 0        | 0       | 2            | 1            | 2        | 1      |
| J. A. Schiaffino | 29       | 9       | 0            | 0            | 29       | 9      |
| N. Soldan        | 17       | -17     | 1            | -5           | 18       | -22    |
| F. Zagatti       | 15       | 0       | 0            | 0            | 15       | 0      |
| L. Zannier       | 34       | 0       | 2            | 0            | 36       | 0      |